# Sake

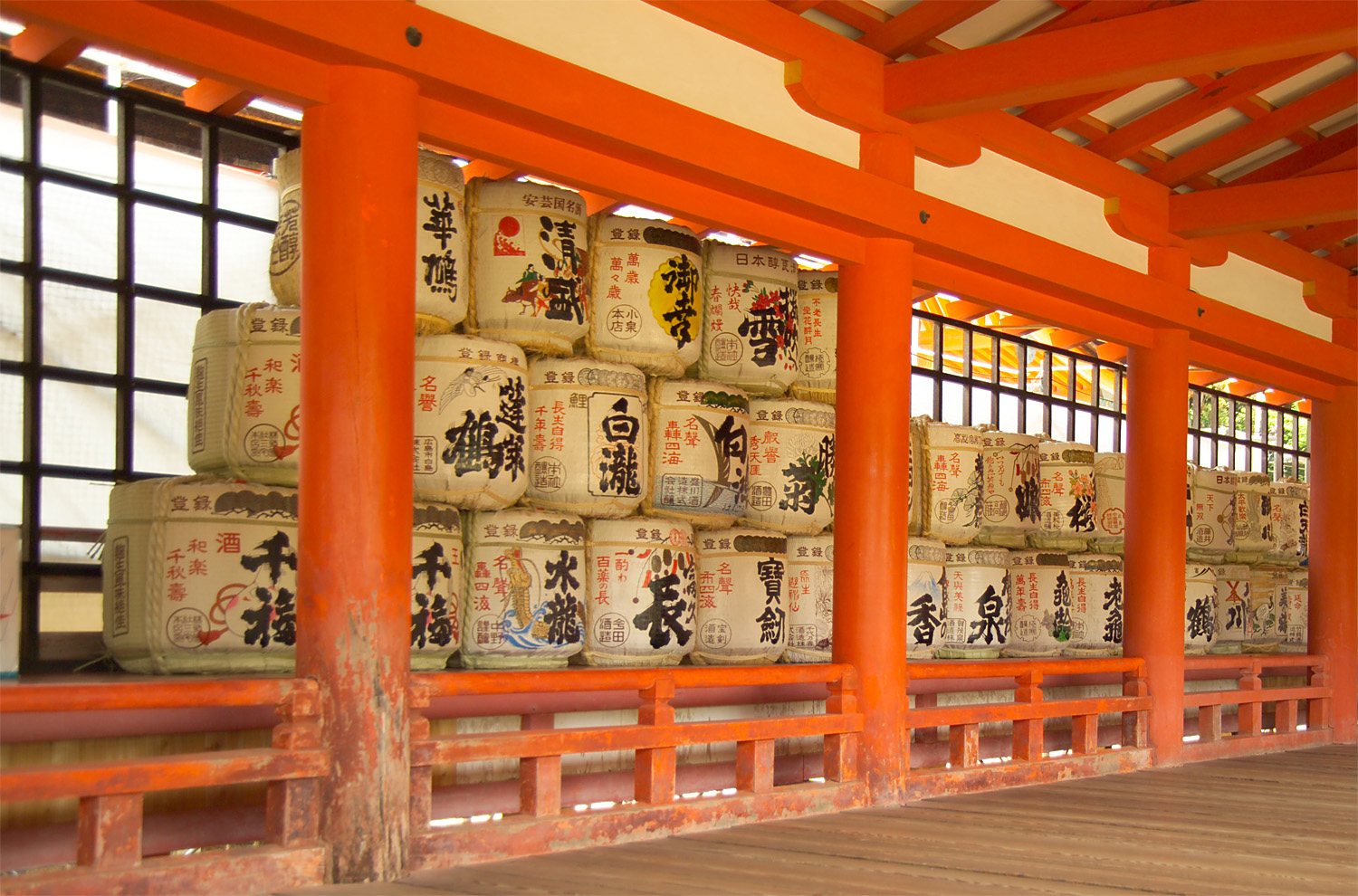
Thùng sake tại Đền Itsukushima.

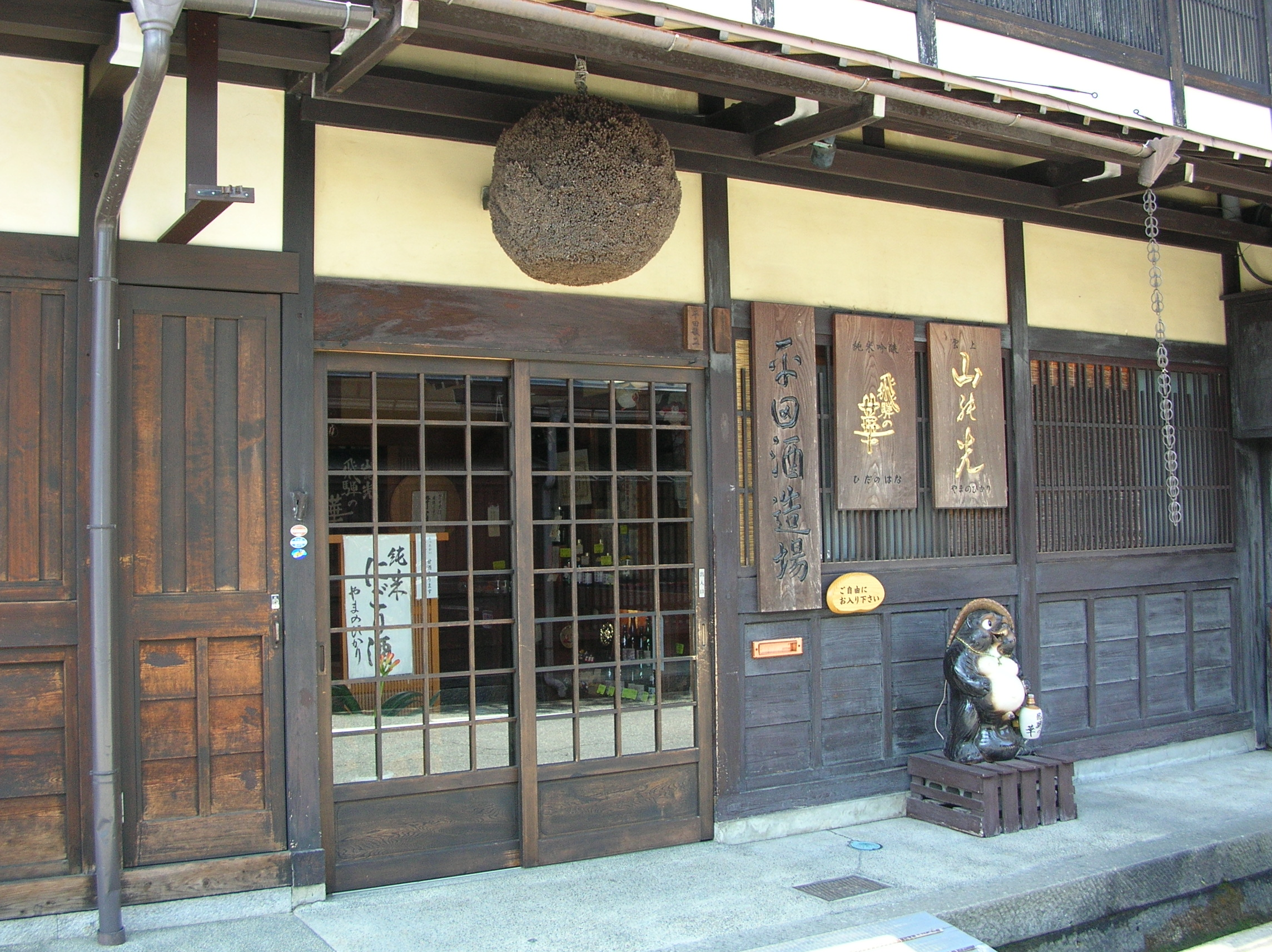
Xưởng nấu rượu sake tại Takayama.

Sake, cũng được phiên âm là saké (tiếng Anh: /ˈsɑːkeɪ/ SAH-kay,, phát âm tiếng Nhật: [sake]; phiên âm tiếng Việt là xa-kê, cũng được nhắc đến như rượu gạo Nhật Bản), là một loại đồ uống có cồn được làm bằng cách lên men gạo đã được xay xát và đánh bóng để loại bỏ cám. Mặc dù trong tiếng Anh được gọi là "rice wine" ("rượu gạo"), khác với rượu vang ("wine"), trong đó rượu được sản xuất bằng cách lên men đường tự nhiên có trong trái cây (thường là nho), sake được sản xuất bởi một quy trình sản xuất gần giống với bia, nơi tinh bột được chuyển hóa thành đường, lên men thành rượu.
Quá trình sản xuất sake khác với quy trình sản xuất bia, trong đó quá trình chuyển đổi từ tinh bột thành đường và sau đó từ đường sang rượu xảy ra theo hai bước riêng biệt. Giống như các loại rượu gạo khác, khi sake được ủ, các chuyển đổi này xảy ra đồng thời. Hơn nữa, nồng độ cồn giữa sake, rượu và bia là khác nhau; trong khi hầu hết các loại bia chứa nồng độ cồn 3–9% ABV, rượu vang thường chứa 9–16% ABV, và sake không pha loãng chứa 18–20% ABV (mặc dù thường được hạ xuống khoảng 15% bằng cách pha loãng với nước trước khi đóng chai).
Trong tiếng Nhật, từ sake (酒 (tửu) phát âm tiếng Nhật: [sake]) có thể chỉ bất kỳ đồ uống có cồn nào, trong khi đồ uống có tên "sake" trong tiếng Anh thường được gọi là nihonshu (日本酒 (Nhật Bản tửu) 'rượu Nhật'). Theo đạo luật về đồ uống có cồn của Nhật Bản, sake được dán nhãn bằng từ "seishu" (清酒 (thanh tửu) 'rượu trong sạch'), một từ đồng nghĩa không được sử dụng phổ biến trong giao tiếp thường ngày.
Ở Nhật Bản, nơi sake là đồ uống mang tầm quốc gia, sake thường được phục vụ trong các nghi thức đặc biệt, được làm ấm nhẹ trong một chiếc bình nhỏ bằng sứ hoặc đất nung và nhấm nháp từ một chiếc cốc sứ nhỏ gọi là sakazuki. Như với rượu vang, nhiệt độ phục vụ được đề nghị thay đổi nhiều theo tùy loại.

## Từ nguyên
Sake trong tiếng Nhật được viết bằng kanji là 酒 (phiên âm Hán-Việt: tửu âm Nôm: rượu). Nó được phát âm trong tiếng Nhật giống như xa-kê trong tiếng Việt. Do sake đã trở nên nổi tiếng trên thế giới, từ sake được đưa vào từ điển tiếng Anh, nhưng phát âm trong tiếng Anh giống như xa-ki. Thực ra sake trong tiếng Nhật nghĩa là rượu nói chung, bất kể là rượu nặng hay nhẹ, là rượu vang, whisky hay gin.

## Lịch sử của Sake
Người ta chưa thể xác định được con người trên quần đảo Nhật Bản dùng gạo để nấu rượu từ khi nào, song chắc chắn sớm nhất cũng phải từ lúc người ta đã canh tác lúa nước ổn định và có thể thu hoạch lúa đủ nhiều để dùng cho các mục đích khác ngoài lương thực. Có thuyết cho rằng, phương pháp nấu rượu đã được mang từ vùng lưu vực sông Dương Tử tới Nhật Bản cùng lúc với việc truyền bá phương pháp canh tác lúa nước. Nói chung, có rất nhiều thuyết về nguồn gốc của Sake, nhưng không có thuyết nào nhận được nhiều ủng hộ ở Nhật Bản.
Tài liệu sớm nhất đề cập đến việc ở Nhật Bản có rượu là Đông Di Truyện của Trung Quốc viết vào thời Tam quốc. Trong tài liệu này có mục viết về Oa nhân (cách gọi của người Trung đối với người Nhật) kể rằng người Nhật ham rượu, có phong tục uống rượu rồi nhảy múa ca hát. Tuy nhiên, cụ thể rượu này làm từ nguyên liệu gì thì không thấy nói tới. Phương pháp nấu rượu cũng không nói rõ.
Thứ rượu nấu từ gạo lần đầu tiên được đề cập trong tài liệu của Nhật Bản là Kuchikami no sake và Kabi no sake. "Ghi chép về Phong thổ xứ Oosumi" (năm 713 hoặc muộn hơn) nhắc tới việc dân làng có phong tục dùng gạo và nước ủ hơn một đêm cho đến khi thấy có mùi rượu thì đem ra uống. Dân làng gọi thứ đó là Kuchikami no sake.
"Ghi chép về Phong thổ xứ Harima" (khoảng năm 716) có ghi chép về cách nấu một thứ rượu gọi là Kabi khá giống với phương pháp nấu sake ngày nay. Seishu, thứ gần như sake và hiện nay vẫn được Luật Thuế Rượu của Nhật Bản coi là bao gồm cả Nihonshu (sake) cũng được nhắc đến lần đầu trong tài liệu này. Các kỹ thuật nấu sake thời kỳ Heian được thể hiện tập trung qua cách nấu rượu Hadaisen, một "nhãn hiệu" nổi tiếng trong loại rượu Sōboshu được nấu tại các chùa. Hadaisen được coi là thứ seishu đầu tiên và cũng là thứ sake đầu tiên.

## Thưởng thức sake

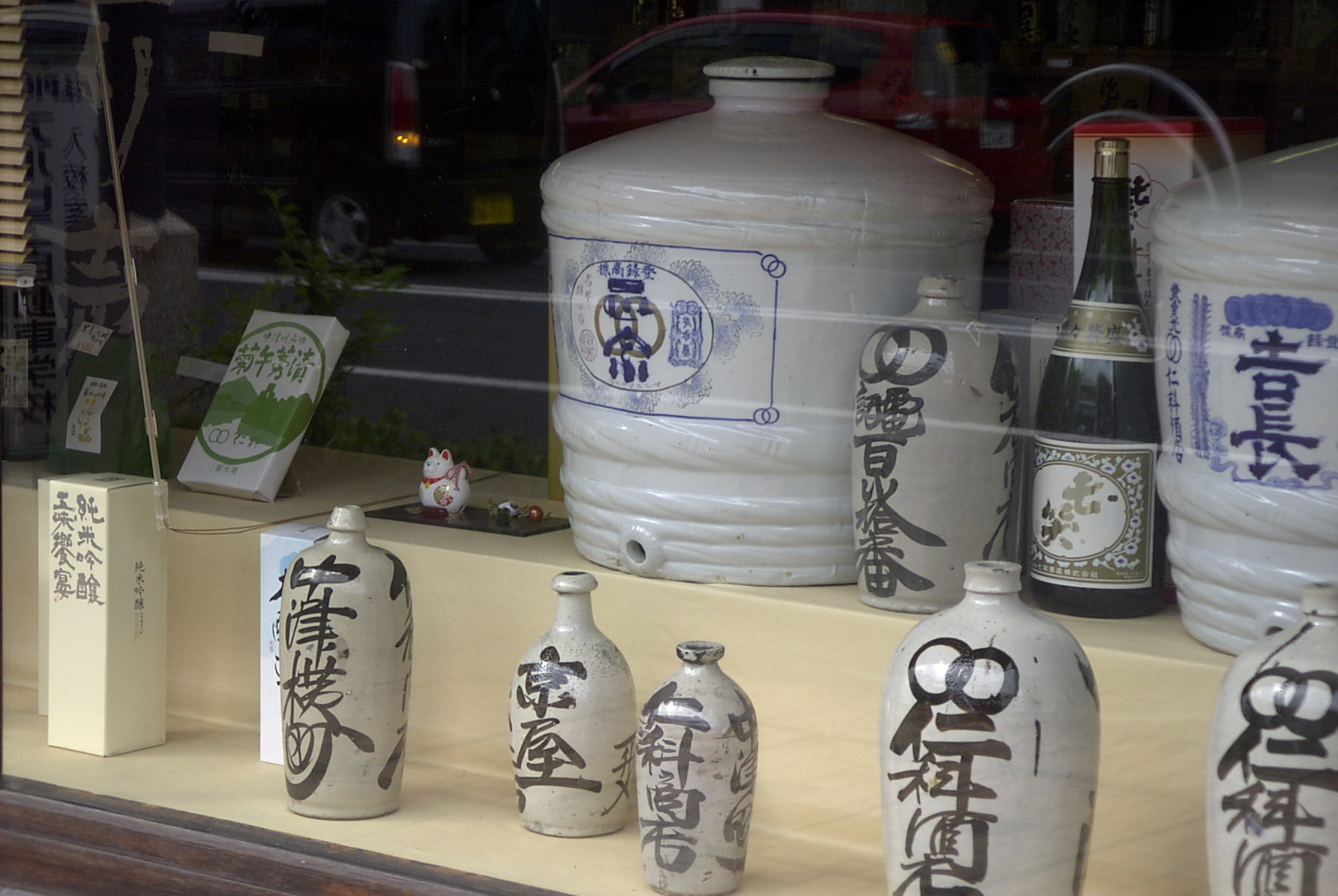
Sake được chứa trong các loại bình tại một cửa hàng.

Sake có thể uống khi nguội, khi ấm hoặc nóng tùy theo mùa và theo loại sake. Thường thì khi mùa Đông, người ta hay uống sake nóng.
Thời nay, khi sake được sản xuất hàng loạt kiểu công nghiệp và người ta có thể mua sake từ các siêu thị, thì sake thường được đựng trong các chai thủy tinh dung tích 0,5 lít hay 1,7 lít. Sake cũng có thể được chứa trong các bình gốm và bình hộp bằng giấy. Ở các chùa, đền và nhiều quán rượu truyền thống ở Nhật Bản, sake được chứa trong các thùng to.
Để hâm nóng sake, người ta chuyển sake sang chứa trong các chai bằng gốm, rồi ngâm chai trong nước sôi.

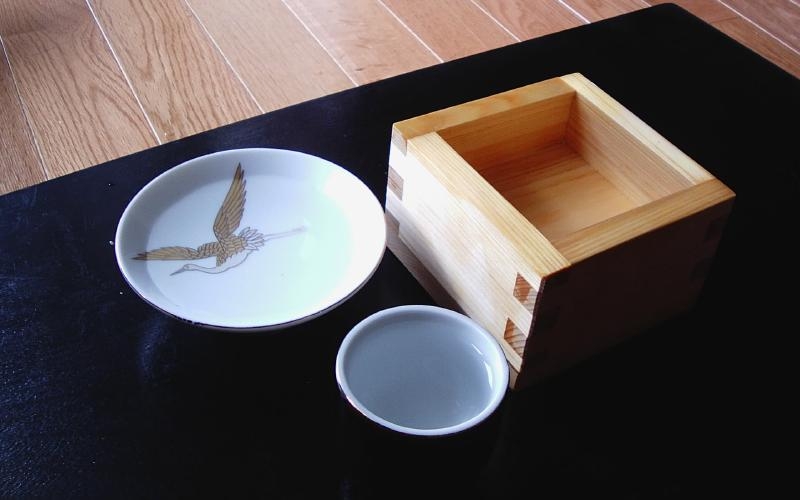
Ba loại chén để uống sake.

Chén uống sake có nhiều loại. Khi uống sake theo cách tương đối trang trọng và mang tính truyền thống, người Nhật có thể dùng một cái đĩa nhỏ và nông gọi là sakazuki, hoặc một chiếc chén nhỏ không có quai gọi là ochoko. Trang trọng hơn nữa và đậm nét truyền thống hơn nữa, người Nhật dùng cốc bằng gỗ gọi là masu. Masu thường có hình dạng như một chiếc hộp, hình vuông, có thể phủ sơn hoặc không. Ở gia đình và ở nước ngoài, sake có thể uống bằng ly thủy tinh.

## Các loại rượu truyền thống khác của Nhật Bản
Từ "sake" cũng có thể chỉ các loại đồ uống khác ở các vùng khác nhau của Nhật Bản:
- Ở vùng Kyūshū, sake thường để chỉ một loại nước uống được chưng cất shōchū khoai lang (imo-jōchū 芋焼酎). Shōchū là một loại rượu mạnh được chưng cất được nấu bằng kōji-kin (麹 hay 糀), Aspergillus kawachii.
- Ở Okinawa, sake chỉ hoặc là shōchū làm từ mía đường, hay awamori (泡盛), hay kūsu (古酒, có nghĩa "cổ tửu" hày "cũ rượư").